# مسافران (فیلم ۱۳۷۰)
مسافران دهمین فیلمِ بهرام بیضایی (هشتمین فیلمِ بلندِ سینماییش) است که سالِ ۱۳۶۹ و ۱۳۷۰ ساخته شد؛ و سالِ بعد کتابِ فیلم‌نامه‌اش، که نوشتهٔ فیلم‌ساز است، چاپ شد. بیضایی تا ده سال پس از مسافران فیلمِ بلند نساخت.

## خلاصهٔ داستان
مهتاب، خواهرِ ماهرخ، همراهِ شوهر و دو پسرِ خردسالش با یک سواریِ کرایه از شمالِ ایران به سوی تهران راه می‌افتند تا آینهٔ موروثیِ نوعروسِ خانواده را به جشنِ عروسیِ ماهرخ برسانند. در راه زنی روستایی با ایشان هم‌سفر می‌شود؛ و سپس همگی در تصادف با یک نفتکش می‌میرند. خبر به خانواده می‌رسد و عروسی به سوگواری تبدیل می‌شود. گزارش‌های پلیس اگرچه صحت تصادف و کشته شدن مسافران را نشان می‌دهد، نشانی از آینهٔ موروثی پیدا نمی‌شود. در حالی که همهٔ خانواده مرگِ مسافران را پذیرفته‌اند، خانم بزرگ دل به سوگ نمی‌سپارد و چشم به راه می‌ماند تا مهتاب با آینهٔ نوعروس از راه برسد. بر خلافِ خواستهٔ خانم بزرگ، سوگواری برگزار می‌شود و نزدیکانِ کشتگان، رانندهٔ نفتکش و شاگردش، مأموران و دیگران در مراسم شرکت می‌کنند؛ ولی ماهرخ با حالی پریشان با لباسِ سفیدِ عروسی پیدا می‌شود. میانِ واکنش‌های گوناگونِ حاضران ناگهان مهتاب و دیگر مردگان با آینهٔ موروثی از راه می‌رسند. بازتاب نور در آینه محفل آنان را غرق در روشنایی می‌کند. مهتاب آینه را به ماهرخ می‌سپارد تا عروسی برپا شود.

## فیلم‌نامه
داستان آئین عروسی که به هر دلیل شکلی دیگر به خود می‌گیرد موضوع اوّلین فیلم‌نامه‌ی بلندی است که در زندگی به آن فکر کردم؛ سال ۴۴ یا ۴۵ خیال می‌کنم. آنجا هم مثل پروندهٔ قدیمی پیرآباد موضوع بر محور دعوای قدیمی دو قبیله‌ی کمالوندی و جمالوندی می‌گشت. و آخرین بار پیش از مسافران، سفر به شب است که در آن آئینی تبدیل به آئین دیگر می‌شود.

بیضایی، زمستانِ ۱۳۷۰
طرحِ فیلم‌نامه را بیضایی در سالِ ۱۳۵۴ نگاشت. سالِ ۱۳۶۸ فیلم‌نامهٔ مسافران را نوشت که بهارِ ۱۳۷۱، پیش از نمایشِ همگانیِ فیلم، به وسیلهٔ انتشاراتِ روشنگران چاپ شد، و در چاپ‌های بعدی عکس‌هایی از فیلم به کتاب پیوست شد.

## ساخت
پایانِ سالِ ۱۳۶۹ کارگردانیِ فیلم آغاز شد و سالِ بعد پایان گرفت و راش‌ها تدوین شد. بخش‌هایی از فیلم را که بیضایی، به خاطرِ کمردرد، نتوانست کارگردانی کند واروژ کریم مسیحی کارگردانی کرد. بیضایی در سخنرانی‌ای به تاریخِ ۱۱ فوریهٔ ۲۰۱۱ در دانشگاهِ استنفورد گفت که این فیلم را در پاسخِ فیلمِ مادرِ علی حاتمی ساخته‌است.
حمید سمندریان و آتیلا پسیانی و فاطمه معتمد آریا نیز در بازیگردانی به بیضایی کمک کردند.

## نمایش و پس از آن
مسافران نخستین بار در جشنوارهٔ فیلمِ فجرِ ۱۳۷۰ به نمایش درآمد. نمایشِ فیلم در سالِ ۱۳۷۱ دچارِ مشکل شد و بیضایی نامه‌ای سرگشاده در اعتراض نوشت.
در دی‌ماهِ ۱۳۸۲ اکبر هاشمی رفسنجانی در گفتگو با روزنامهٔ کیهان در دفاع از سیاستِ فرهنگیِ دولتش اشاره کرد که وزارتِ فرهنگ و ارشادِ اسلامیِ دولتِ او از سانسورِ فیلم‌ها کوتاه نیامده و مسافرانِ بیضایی هم از این قاعده مستثنی نبوده‌است: «شما وقتی می‌خواهید مثل بزنید، همان فیلم آقای بیضایی را مثل می‌زنید که خود شما می‌گویید ۳۰ ثانیه سانسور شد. بالاخره وزارت ارشاد چاقوی سانسور را بر زمین نگذاشت، ولی سعی می‌کردیم هنرمندان سینما را هم با خود داشته باشیم و به کمک آنها نیروهای موفق‌تری در همه بخشهای مهم تربیت کنیم که نیازی به سانسور نباشد.»
در رأی‌گیریِ سالِ ۱۳۸۰ مجلّهٔ دنیای تصویر مسافران برترین فیلمِ دههٔ ۱۳۷۰ شناخته شد.

### در جشنوارهٔ فجرِ ۱۳۷۰
مسافران با چهارده نامزدی و شش بُرد رکورددارِ جایزه‌های جشنواره شد. در گفتگوی فریدون جیرانی و بهروز افخمی در بهمنِ ۱۳۹۴ در شبکهٔ سهٔ تلویزیونِ ایران گفته شد که داورانِ جشنوارهٔ سالِ ۱۳۷۰ این فیلم را پسندیده بودند و بیشترِ جایزه‌ها را برای کارگردانش در نظر گرفته بودند؛ ولی سرانجام فقط جایزهٔ ویژهٔ هیئتِ داوران به مسافران رسید. افخمی، که از داورانِ آن دوره بود، از توضیحِ بیشتر خودداری کرد. جیرانی در گفتگو با عبدالله اسفندیاری به سالِ ۱۳۹۵ اشاره کرد که از رسول ملّاقلی‌پور (یکی از داوران) شنیده که سیّد محمّد بهشتی شیرازی (دبیرِ جشنواره) در جلسهٔ هیئتِ داورانِ آن جشنواره گفته که همهٔ جایزه‌ها را به بیضایی بدهند، «اگر می‌خواهید کسی را بی‌کار کنید!» بنا بر این «توصیه به اینکه جایزه بهترین کارگردانی . . . به بهرام بیضایی داده نشود»، تصمیم بر آن شده که جایزه‌ها به این فیلم نرسد تا احیاناً فیلم‌ساز دچارِ گرفتاری‌های رایج نشود و، به اصطلاح، «بی‌کار» نشود. ولی، با این همه، بیضایی تا ده سال پس از مسافران امکانِ فیلم‌سازی نیافت.

#### جایزه‌ها
| جشنواره          | تاریخِ مراسم | جایزه                     | نامزد            | نتیجه    |
| ---------------- | ----------- | ------------------------- | ---------------- | -------- |
| جشنوارهٔ فیلمِ فجر | بهمنِ ۱۳۷۰   | بهترین فیلم               | بهرام بیضایی     | نامزدشده |
| جشنوارهٔ فیلمِ فجر | بهمنِ ۱۳۷۰   | بهترین کارگردانی          | بهرام بیضایی     | نامزدشده |
| جشنوارهٔ فیلمِ فجر | بهمنِ ۱۳۷۰   | بهترین تدوین              | بهرام بیضایی     | نامزدشده |
| جشنوارهٔ فیلمِ فجر | بهمنِ ۱۳۷۰   | بهترین بازیگرِ زنِ نقشِ اوّل  | جمیله شیخی       | برنده    |
| جشنوارهٔ فیلمِ فجر | بهمنِ ۱۳۷۰   | بهترین بازیگرِ مردِ نقشِ دوّم | مجید مظفّری       | برنده    |
| جشنوارهٔ فیلمِ فجر | بهمنِ ۱۳۷۰   | بهترین بازیگرِ زنِ نقشِ دوّم  | فاطمه معتمد آریا | برنده    |
| جشنوارهٔ فیلمِ فجر | بهمنِ ۱۳۷۰   | بهترین بازیگرِ زنِ نقشِ دوّم  | محبوبه بیات      | نامزدشده |
| جشنوارهٔ فیلمِ فجر | بهمنِ ۱۳۷۰   | بهترین صدابرداری          | محمود سمّاک‌باشی   | برنده    |
| جشنوارهٔ فیلمِ فجر | بهمنِ ۱۳۷۰   | بهترین طرّاحیِ صحنه و لباس  | ایرج رامین‌فر     | نامزدشده |
| جشنوارهٔ فیلمِ فجر | بهمنِ ۱۳۷۰   | بهترین فیلم‌برداری         | مهرداد فخیمی     | برنده    |
| جشنوارهٔ فیلمِ فجر | بهمنِ ۱۳۷۰   | بهترین چهره‌پردازی         | فرهنگ معیّری      | نامزدشده |
| جشنوارهٔ فیلمِ فجر | بهمنِ ۱۳۷۰   | جایزهٔ ویژهٔ هیئتِ داوران    | بهرام بیضایی     | برنده    |

بیضایی جایزهٔ خود را به معاونتِ امورِ سینماییِ وزارتِ ارشاد پس‌فرستاد.

## دربارهٔ فیلم
مسافران فیلم بسیار بسیار ساده‌ای است در ستایش زندگی و امیدهای نو. همین.— بیضایی، حدودِ ۱۳۷۰

### فیلم
فیلمِ مستندی به نامِ مسافران در راه به سالِ ۱۳۸۲ و ۱۳۸۳ ساخته شده که به پشتِ صحنه و نظرِ دست‌اندرکارانِ مسافران می‌پردازد.

### در چشمِ دیگران
مسافران نیز، همچون بیشترِ فیلم‌های بیضایی، ستایندگانِ فراوانی داشته است. ژاله آموزگار و جهانبخش نورایی و زاون قوکاسیان و حمید دبّاشی و مارک اسموژینسکی و کیومرث پوراحمد از این جمله‌اند. سکانسِ افتتاحیهٔ مسافران در یک رأی‌گیری به سالِ ۱۴۰۱ برترین سکانسِ افتتاحیه در تاریخِ سینمای ایران شناخته شد.

. . . صحنه‌ای هست که مدعوین نشسته‌اند، در مجموعه‌ای از صندلی‌های نیم‌دایره چیده‌شدهٔ به سبک مجالس تعزیه، و آدم‌ها یکی‌یکی می‌آیند در وسط صحنه و شرح مصائب خود را می‌دهند. تلفیق موفقی است از مجلس‌آرایی تعزیه و گلوب تیاترِ لندنِ زمان شکسپیر و صحنه‌های تآتر یونانِ باستان و دوران معاصر.

آیدین آغداشلو، ۱۳۸۱

مادربزرگ . . . روشن‌بین‌ترین و منسجم‌ترین شخصیت فیلم است در میان خیل روشنفکرانی که دور و برش می‌پلکند.

روبرت صافاریان، ۱۳۹۵
عبدالعلی عظیمی در مقالهٔ «حضور و غیبت» می‌نویسد: «زرتشت . . . در جایی که «زندگی» را در برابر «نه زندگی» قرار می‌دهد تقسیم‌بندی زیبا و قابل تعمیمی ارائه می‌دهد که به زندگی گیتیانهٔ ما اعتبار می‌بخشد. به این معنا «مسافران» در عرصهٔ «زندگی» است، پاس‌دارندهٔ زندگی است. . . . اساساً انتخاب «عروسی» و «عزا» – با همهٔ بار معنایی که در اینجا دارند – انتخاب بجایی است. قدرت بیضایی، نه فقط در آشنایی و دانش فوق‌العاده‌اش از این مراسم، بلکه در تلفیق درست هزل و جد است. . . . خانم بزرگ تسلیم نمی‌شود تا رؤیایش را رؤیای ما کند. «مسافران» بزرگداشت و رستاخیز همهٔ مردگان ماست، . . در شعر ریتسوس . . . می‌توان گفت مردگان و غایبان حضوری سنگین‌تر و مسلّط‌تر از زندگان دارند، تا آن حد که شاعر، جهان موجود را سرابی می‌داند . . . چراکه جامعهٔ یونان نیز جامعه‌ای مرگ‌باور و مرگ‌ستاست. در یونان نیز حضور هرروزه و آشنای مرگ باعث می‌شود تا زندگان با همهٔ مردگانشان راه بروند، غذا بخورند، سفر کنند و عشق بورزند. در «مسافران» زیاده بر این معنا، آرزویی نیز وجود دارد: آرزوی اینکه بگذاریم مردگان یا بمیرند یا در کنار ما و برای زندگی ما زنده بمانند.»
جمشید ارجمند در مقاله‌ای به نام «مسافران، گشایش بند اجل؟» می‌نویسد: « «مسافران» بیگمان تلخترین و جدیترین فیلم در منظومه آثار «بهرام بیضایی»، فیلمساز متفکر و تلخ‌اندیش ماست. . . . «مسافران»، در چارچوب و ساختار زبان سینمائی خاص «بیضایی» یکسره وقف بیان سودای ذهنی مردی اهل اندیشه است که در پنجمین دهه زندگی «برگمان» وار به معمای هستی می‌اندیشد . . . . در «مسافران» بیضایی را از دو نظر ستایش می‌کنیم، یکی طرح مسئله بغرنج مرگ و هستی به زبان سینما و دیگر گزینش قالبی آشنا و روان، داستانی ساده و دست‌آموز ذهن و اندیشه بومی و انتخاب برش درامی تراژیکی برای داستان که مستلزم ساخت و پرداختی نرم و روان از سوی فیلمسازی آشنا به ظرایف و دقائق داستانسرائی و میزانسن است.»
مسعود فراستی نوشته: «مسافرانِ بیضایی «تیپیک»ترین و «تکنیکی»ترین اثر اوست، و شاید پراداترین آنها. فیلمی است بسیار پرتکلّف و روشنفکرفریب، اما فاقد تفکر و فن سینمایی؛ و اسیر پلاستیک و شعبده‌بازی تکنیکی. بیضایی، بر خلاف اکثر فیلمسازان قدیمی ما، هم دلمشغولی و ذهنمشغولی‌ای دارد و دانشی جدی در نمایش و هم تسلطی بر مدیوم سینما. و هرچند که مرتب – و خوشبختانه – حرف خود را می‌زند و بر آن پای می‌فشرد، اما – و بدبختانه – حرفش هم تکراری شده و هم نخ‌نما. و سینمایش نیز، روز به روز سطحی‌تر، تکنیک‌نماتر. . . . ما روح پدر الکساندر – در فانی و الکساندر – را باور می‌کنیم . . . روح پدر هملت را نیز و جادوگر مکبث را. . . . اما، نه روح مسافران را باور می‌کنیم و نه علاقه مادربزرگ را، و نه شادباش و . . . .»

### در فرهنگِ عامّه
دامون نوردین ترانه‌ای به نام «رگبار» خوانده که در آن به فیلم‌های بیضایی، از جمله مسافران، اشاره می‌شود.

## بازیگران
. . . کار مسافران نقطهٔ اوجِ یادگیریِ من در سینما بود. . . . دلیلی نداشت سناریو را بخوانم. یک نگاه رویش می‌کردم و همه را حفظ می‌شدم، برای این که همهٔ دیالوگ‌ها به جا و سر جای خودش بود. حتی اگر یک واوش را وقتی اشتباه می‌گفتم، معلوم بود که یک جای کار اشکال دارد. . . .

فاطمه معتمد آریا، حدودِ ۱۳۸۰
پیش از مژده شمسایی، آتنه فقیه نصیری برای نقشِ «ماهرخ» برگزیده شده بود؛ ولی سرانجام بیضایی کنارش گذاشت و شمسایی را، که از عوامل اجرایی بود، برای این نقش برگزید. گوهر خیراندیش نیز از گزینه‌های بیضایی برای نقشِ همدم بود. آتیلا پسیانی نخست فقط بازیگردان بود، ولی به جای بهروز بقایی نقشِ پلیس را هم بازی کرد.
| بازیگر                      | نقش                    |
| --------------------------- | ---------------------- |
| مژده شمسائی                 | ماهرخ                  |
| جمیله شیخی                  | خانم بزرگ              |
| هما روستا                   | مهتاب                  |
| مجید مظفّری                  | ماهو                   |
| فاطمه معتمد آریا            | مستان                  |
| فرّخ‌لقا هوشمند               | مونس                   |
| باقر صحرارودی               | کدیور                  |
| محمّدتقی شریفی               | ابراهیم                |
| هرمز هدایت                  | حشمت                   |
| ارسلان یزدانی               | کیوان                  |
| بهادر ابراهیمی              | کیهان                  |
| جمشید اسماعیل‌خانی           | حکمت                   |
| محبوبه بیات                 | همدم                   |
| ساناز و سولماز بقائی        | دخترانشان              |
| غلامرضا طباطبائی            | یونس برهانی            |
| نیکو خردمند                 | بهجت برهانی            |
| حمید امجد                   | رهی                    |
| پریسا بیضائی                | رها                    |
| آتیلا پسیانی                | ستوان فلاحی            |
| جمشید لایق                  | سرگرد نقوی             |
| آتش تقی‌پور                  | صفر مولوی              |
| شهین علیزاده                | مولود مولوی            |
| هومن کدخدائی                | پسرانشان               |
| محمود نمدی                  | پسرانشان               |
| محمّدرضا حسن‌پور              | پسرانشان               |
| لادن و لاله و فرح اعتمادپور | دخترانشان              |
| کریم اکبری مبارکه           | شعبان سبحانی           |
| فاطمه نقوی                  | زرین‌کلای سبحانی        |
| فرج‌الله گل‌سفیدی             | برادر شعبان            |
| حسن جهان‌بین                 | برادر زرین‌کلا          |
| عنایت بخشی                  | الله‌قلی یاوری          |
| فهیمه رحیم‌نیا               | همسرش اعظم             |
| اسماعیل پوررضا              | مچول حیدرپور           |
| مهتاب نصیرپور               | همسرش عفّت              |
| رضا غفوری                   | همکاران صنفی رانندگان  |
| محسن فخاری                  | همکاران صنفی رانندگان  |
| رضا سمساری                  | همکاران صنفی رانندگان  |
| مرتضی خیرخواه               | رنگ‌کاران               |
| ابراهیم هانیبال             | رنگ‌کاران               |
| بهمن مدنی                   | رنگ‌کاران               |
| جهانگیر فروهر               | سمسار                  |
| مسعود تکاور                 | شاگردش                 |
| محمد پورستّار                | نامه‌بر                 |
| نادر غازی بیات              | پزشک                   |
| فرزانه نشاط‌خواه             | خانم پزشک              |
| رضا منوچهری                 | نمایندهٔ شرکتِ حمل و نقل |
| علیرضا حبیب‌پور              | پاسبان                 |
| رضا درخشان                  | تصویربردار ویدئو       |
| سیامک زمرّدی                 | عکّاسِ خبری              |
| علی‌اصغر گرمسیری             | بزرگِ خانواده           |
| فؤاد آیتی                   | بزرگِ خانواده           |
| حسن سیّدی                    | بزرگِ خانواده           |

نقشِ مهمانانِ پایانِ فیلم را رحمان مقدّم و کاظم شعبانی و ام‌البنین تمجیدی و اختر راستکار و حسنعلی پیرمحمّدی و کاظم شیرین‌سخن و حمیدرضا هدایتی و خسرو پیمان و پریماه شاهین مقدم و اکبر قدمی و علی عبّاسی و وجیهه لقمانی و ساحره متین و محمّدحسین وکیلی و علی‌اکبر جانبخش و فریبرز عرب‌نیا و هوشنگ قوانلو و ژاله شعاری بازی کردند.

### توضیحات
1. ↑  مثلاً هوشنگ گلشیری از اصفهان خبر داده که «آقازاده‌ای» جلوگرفته از نمایشِ مسافران؛ و، هرچند بیضایی شکایت کرده و محق شناخته شده، سینماهای اصفهان از شدّتِ فسادِ محلّیِ حاکم حاضر به نمایشِ فیلم نشده‌اند. («حکایت نقطه‌چین کردن آثار ما». گردون (۳۱ و ۳۲): ۲۵. آبان ۱۳۷۲.)
2. ↑  فیلم در یوتیوب

### ارجاعات
1. ↑  قوکاسیان، «درباره مسافران ساخته‌ی بهرام بیضایی»، ۹۰.
2. ↑  بیضایی، «سالشمار زندگی و آثار بهرام بیضایی»، ۲۰.
3. ↑  بیضایی، «سالشمار زندگی و آثار بهرام بیضایی»، ۲۳.
4. ↑  «نسخه آرشیو شده». بایگانی‌شده از اصلی در ۱ اکتبر ۲۰۱۸. دریافت‌شده در ۱۹ نوامبر ۲۰۱۵.
5. ↑  بیضایی، «سالشمار زندگی و آثار بهرام بیضایی»، ۲۳.
6. ↑  قوکاسیان، «درباره مسافران ساخته‌ی بهرام بیضایی»، ۵.
7. ↑  بیضائی، «نامه سرگشاده بهرام بیضایی»، ۱۲۶-۱۲۸.
8. ↑  «مصاحبه آیت‌الله هاشمی رفسنجانی با روزنامه کیهان ۱۳۸۲/۱۰/۲۱». بایگانی‌شده از اصلی در ۱۰ ژانویه ۲۰۱۷. دریافت‌شده در ۹ ژانویه ۲۰۱۷.
9. ↑  درستکار، «۲۰ فیلم برگزیده دهه ۷۰»، ۹.
10. ↑  http://www.khabaronline.ir/detail/506192
11. ↑  اکبرپور، «پدیده بهرام بیضایی، از مصائب تا فراق»، ۲۳.
12. ↑  مستغاثی، «سیمرغی از قفس پرید!»، ۵.
13. ↑  ناگفته‌های داغ عبدالله اسفندیاری از سینمای فارسی در برنامهٔ 35. یوتیوب. ۱۳۹۵. دریافت‌شده در ۱۷ مهر ۱۳۹۵.
14. ↑  بیضائی، «نامه سرگشاده بهرام بیضایی»، ۱۲۸.
15. ↑  قوکاسیان، «درباره مسافران ساخته‌ی بهرام بیضایی»، ۱۶۲.
16. ↑  بیضایی، «سالشمار زندگی و آثار بهرام بیضایی»، ۲۷.
17. ↑  قوکاسیان، «درباره مسافران ساخته‌ی بهرام بیضایی»، ۳۰.
18. ↑  نورائی، «برخاستن از گور»، ۲۹.
19. ↑  قوکاسیان، «درباره مسافران ساخته‌ی بهرام بیضایی»، ۷.
20. ↑  Dabashi, Masters & Masterpieces of Iranian Cinema, 253.
21. ↑  −، «عارف ایران‌شناسی که پل ارتباطی ایران و لهستان بود»، ۷.
22. ↑  پوراحمد و  کاظم‌خواه، «یک فیلمساز متوسط هستم»، ۹.
23. ↑  −، «تأملی بر نام‌ها و نشان‌ها»، ۱۰۴.
24. ↑  آغداشلو، «گفتارها و گفت‌وگوهای دیگر»، ۴۸۱.
25. ↑  صافاریان، «روشنفکری با ماشین به میان مردم می‌رود»، ۹۲.
26. ↑  قوکاسیان، «درباره مسافران ساخته‌ی بهرام بیضایی»، ۳۵–۳۷.
27. ↑  قوکاسیان، «درباره مسافران ساخته‌ی بهرام بیضایی»، ۲۳–۲۷.
28. ↑  فراستی، «گمشده در لابیرنت زمانها»، ۱۱–۱۵.
29. ↑  قوکاسیان، «نقشِ آبیِ سیمین»، ۱۱۷ و ۱۴۹-۱۵۰.
30. ↑  آتنه فقیه نصیری در گفتگوی اختصاصی با بولتن نیوز: با رفیع پیتز ازدواج نکرده بودم که جدا شوم/بیضایی تشخیص داد که من بازیگر بشو نیستم/عارف باید رئیس مجلس شود